# Pyramidenbalkenkopf

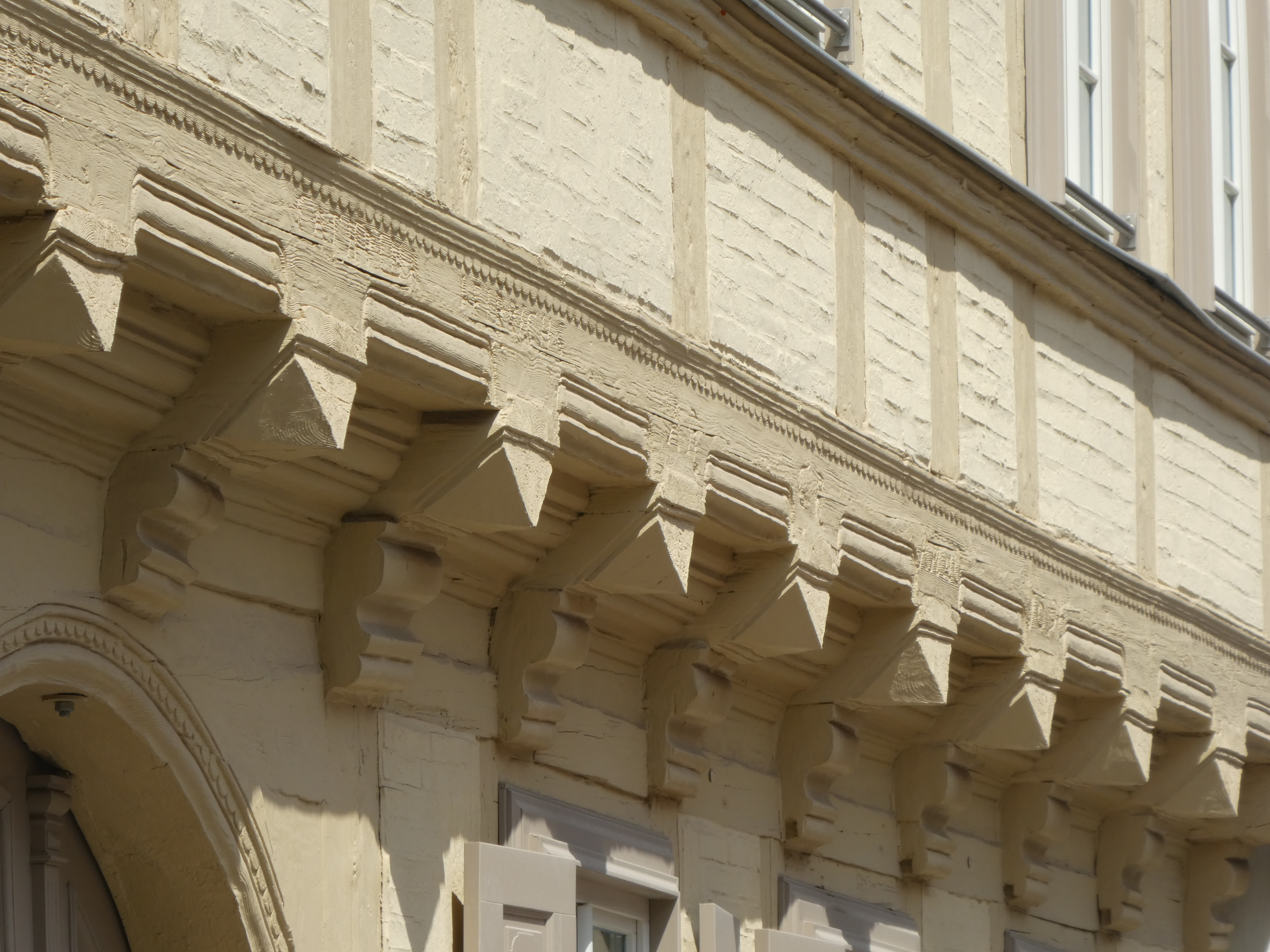
Pyramidenbalkenköpfe an einem Fachwerkhaus in Quedlinburg

Ein Pyramidenbalkenkopf (auch Quedlinburger Pyramide) ist eine beim Bau von Fachwerkhäusern angewandte Form der Gestaltung von Balkenköpfen. Das Ende des aus dem Haus hervortretenden Balkens wird dabei in Form einer Pyramide gestaltet, die sich nach unten zum Betrachter neigt. Diese Form der Gestaltung kam insbesondere in der Stadt Quedlinburg im 17. und 18. Jahrhundert vor, ist jedoch auch in anderen Orten der näheren Umgebung wie zum Beispiel in Hedersleben belegt.

## Begriff
Die in den Architekturwörterbüchern und Handbüchern nicht geführten Begriffe Pyramidenbalkenkopf oder Quedlinburger Pyramide wurden 1990 von dem Architekten, Denkmalpfleger und Bauhistoriker Hans-Hartmut Schauer eingeführt und in Baubeschreibungen verwendet, um eine besondere historisch-regionale Verbreitung dieses Balkonkopfschmucks zu bezeichnen.

## Geometrische Konstruktion
Der Pyramidenbalkenkopf entsteht, indem der aus dem Gebäude hervortretende Holzbalken rechtwinklig abgesägt wird. Die untere Kante der so entstehenden Schnittfläche wird markiert. Der so markierte Punkt wird mit den Ecken oben links und oben rechts verbunden. Auf der Balkenunterseite wird eine Strecke, die der Höhe des Balkens entspricht, nach hinten markiert. Die so entstehenden hinteren Punkte links und rechts werden mit dem ursprünglich markierten mittleren Punkt vorne verbunden. Links und rechts sind damit zwei Tetraeder abgegrenzt. Sie werden jeweils mit einem Schnitt entfernt. Übrig bleibt die nach vorn unten geneigte Pyramide.

## Geschichte
Der erste bekannte Einsatz von Pyramidenbalkenköpfen erfolgte im Jahr 1632 durch Zimmermeister Wulf Götze am Fachwerkhaus Pölle 28. Im Quedlinburger Fachwerkbau war es dann die dominierende Gestaltungsform der Balkenköpfe für etwa 80 Jahre. Zuvor war die Form des Zylinderbalkenkopfes gebräuchlich. Zunächst wurden die Seitenflächen der Pyramide geglättet und abgearbeitet, wodurch sich die Pyramide deutlich vom restlichen Balken absetzte. Später wurde auf diese Arbeiten verzichtet, so dass die Pyramide sich direkt aus dem Holz erhebt. Etwa 1710 endete der vorherrschende Einsatz der Pyramidenbalkenköpfe. Der letzte historische Einsatz der Gestaltungsform in Quedlinburg erfolgte im Jahr 1734 an den Häusern Augustinern 22, 23 und An der Kunst 8. 1768 wurde beim Haus Gildschaft 7 im Zuge einer Erweiterung ebenfalls nochmals auf Pyramidenbalkenköpfe zurückgegriffen.